# Martin Hongla
Martin Hongla Yma II, född 16 mars 1998, är en kamerunsk fotbollsspelare (mittfältare) som spelar för Hellas Verona. Han representerar även det kamerunska landslaget.

## Landslagskarriär
I november 2022 blev Hongla uttagen i Kameruns trupp till VM 2022.